# Rosanäbbad lira
Rosanäbbad lira (Ardenna creatopus) är en fågel i familjen liror inom ordningen stormfåglar som förekommer i östra Stilla havet.

## Utseende
Rosanäbbad lira är en stor (48 cm) och kontrastlös lira med en blekare och en mörkare variant. Den är matt gråbrun på huvud och ovansida, tunt bandad på huvud- och halssidor som övergår i fläckar på bröstsidorna, vidare nerför flankerna till tydligare brunaktig buk med lätt blekare fläckning. Resten av undersidan är smutsvit. Undersidan av den bleka undervingen är mörkfläckad, framför allt på axillarerna. Fötterna är blekrosa, näbben gulaktig med mörk spets. Liknande kilstjärtsliran är mindre och slankare med smalare vingar, längre stjärt och tunn, mörk näbb.

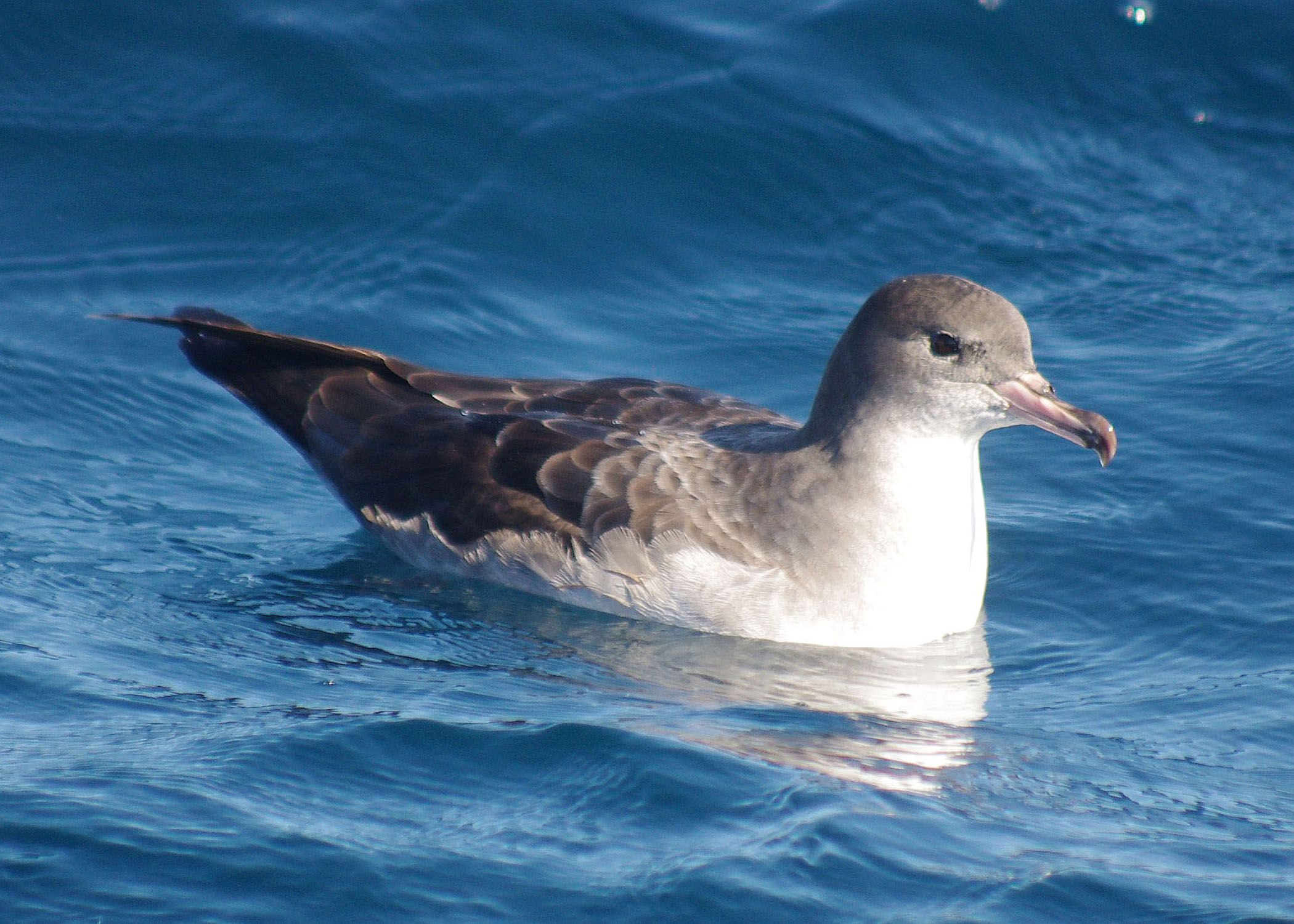

## Utbredning
Rosanäbbad lira förekommer i östra Stilla havet och häckar endast på fyra öar utanför Chiles kust: Robinson Crusoe och Santa Clara i Juan Fernández-öarna, Isla Mocha samt även i en nyligen upptäckt koloni på Isla Santa Maria. Efter häckningen sprider den sig norrut utmed Sydamerikas västkust mot Nordamerika, men även fåtaligt söderut till Chiles del av Patagonien. Baserat på observationer gjorda från båtar och satellitspårning håller sig fågeln i ett område från norra Alaskagolfen till södra Chile kring ungefär 50° S. Den har också tillfälligt observerats utanför Argentina, Nya Zeeland och Australien samt Japan.

## Systematik
Tidigare fördes rosanäbbad lira till släktet Puffinus, men DNA-studier visar att det släktet är parafyletiskt i förhållande till Calonectris. Den har tidigare ibland utgjort samma art som den västligare arten ljusfotad lira (A. carneipes) och har föreslagits vara enkom en blekare östligare variant av denna. Dessa två är troligen nära släkt med större lira. Rosafotad lira behandlas som monotypisk, det vill säga att den inte delas in i några underarter.

## Levnadssätt
Rosanäbbad lira födosöker mestadels över kontinentalsockeln, men även längre ut till havs, på jakt efter fisk som sardinen Strangomera bentincki och ansjovisen Engraulis ringens. Den intar även bläckfisk och i mindre utsträckning kräftdjur.

### Häckning
Fåglarna anländer häckningskolonierna från början av oktober till november, lägger ägg i december och får flygga ungar mellan slutet av april och slutet av maj. På Robinson Crusoe har den noterats häcka i bohålor i hårt eroderad och oftast sparsamt bevuxen mark på mellan 50 och 390 meters höjd. På Isla Mocha häckar den istället i skog med framför allt Aextoxicon punctatum och främst utmed bergsryggar och mellan rötter på gamla träd på upp till 390 meters höjd.

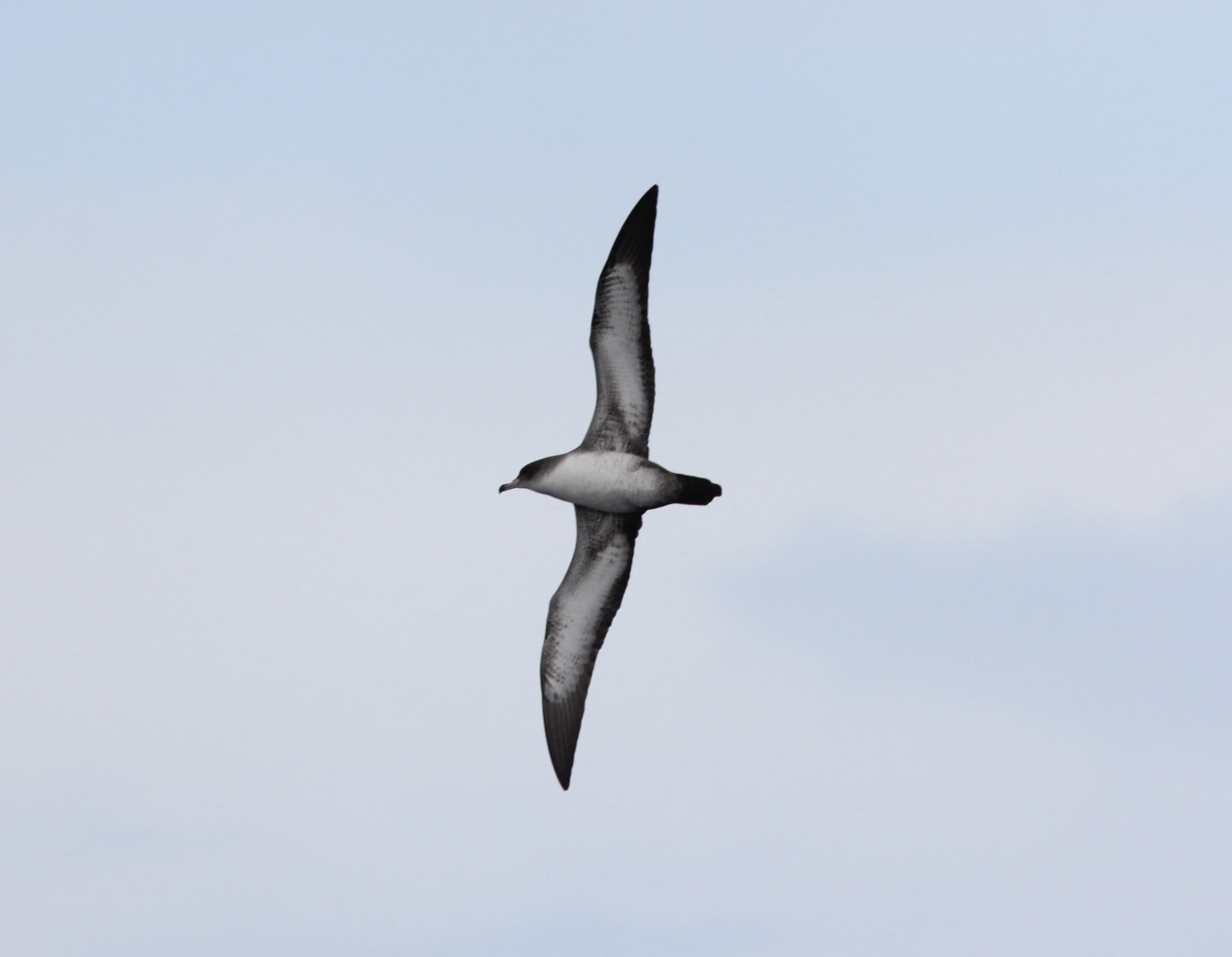

## Status
Rosanäbbad lira har en mycket begränsad utbredning, vilket gör att den är känslig för plötsliga händelser. Internationella naturvårdsunionen IUCN kategoriserar den därför som sårbar. Dess populationsutveckling är för tillfället okänd. Världspopulationen uppskattas till 100.000 vuxna individer.